# خوليو إنريكي مورينو
خوليو إنريكي مورينو (بالإسبانية: Julio Enrique Moreno)‏ هو صحفي وعالم اجتماع وسياسي كولومبي، ولد في 1879 في كيتو في الإكوادور، وتوفي بنفس المكان في 1952 بسبب نوبة قلبية.